# رضا کرمانی
رضا کرمانی (زادهٔ ۹ اردیبهشت ۱۳۱۳–درگذشته ۱۰ بهمن ۱۳۹۱) شهردار پیشین خرمشهر (۴۹–۱۳۴۷) و دبیر مسئول پیشین حزب پان ایرانیست در تاریخ نهم اردیبهشت ماه ۱۳۱۳ خورشیدی از پدر و مادر یزدی در شهر قم به‌دنیا آمد.

## تحصیلات
ابتدا دو سال در مکتب‌خانه و سپس سه سال اول ابتدایی را در دبستان فرهنگ قم درس خواند. در سال ۱۳۲۴ به تهران آمده و تا ششم ابتدایی را در دبستان پسرانهٔ نوبنیاد فیروز کوهی پسران (خیابان شیخ هادی تهران) به تحصیل پرداخت. دورهٔ متوسطه را در دبیرستان ادیب تهران در خیابان فردوسی گذراند و تحصیلات دانشگاهی خود را در زمینهٔ مهندسی نفت ادامه داد. از سال ۱۳۴۱ با دریافت مدرک فوق لیسانس از دانشکدهٔ فنی دانشگاه تهران در رشتهٔ استخراج نفت فارغ‌التحصیل شد و به استخدام شرکت اکتشاف و تولید نفت ایران در مناطق نفتخیز جنوب درآمد و در شهر گچساران به کار مشغول شد.

## فعالیت سیاسی و اجتماعی

### شروع فعالیت سیاسی
در سال ۱۳۲۹ که هنوز سال اول دبیرستان بود به اتفاق شش تن از هم‌کلاسی‌های خود حزبی به نام استقلال ایران بنیاد نهاد (در آن زمان حزب دیگری به‌نام استقلال از سوی عبدالقدیر آزاد به‌وجود آمده بود که این نوجوانان از آن بی‌خبر بودند).
در شهرستان قم هم دو تن از جوانان همسایه خود را به عضویت این حزب درآورد این حزب برای آن‌که اطلاعات بیشتری در مورد احزاب موجود به‌دست آورده و مرامنامه‌ای مفید و جامع تنظیم کند هر کدام از افراد خود را مأمور تحقیق و آگاهی از نقطه‌نظرهای احزاب موجود آن روز کرد.
حزب توده (جوانان دموکرات، هواداران صلح و…)، مجمع مسلمانان مجاهد، مکتب پان‌ایرانیسم، فداییان اسلام و بعدها حزب زحمتکشان ملت ایران از احزابی بودند که مورد بررسی قرار گرفتند.
مکتب پان‌ایرانیسم محل مأموریت رضا کرمانی انتخاب شد. پس از چند بار شرکت در جلسات مکتب، جریان وحدت مکتب پان‌ایرانیسم با حزب نبرد ایران و تشکیل حزب ملت ایران بر بنیاد پان‌ایرانیسم پیش آمد که تماس با این حزب ادامه یافت. رضا کرمانی در جلسات این حزب در پاساژ آشتیانی (میدان بهارستان) و جلسات آشنایی که دکتر محمدرضا عاملی تهرانی آن را اداره می‌کرد (آبان‌ماه ۱۳۳۰) شرکت و در اولین تظاهرات این حزب روز ۲۱ آذرماه ۱۳۳۰ حضور یافت.
در اواخر آذرماه ۱۳۳۰ یاران مکتب پان‌ایرانیسم از افراد حزب نبرد ایران جدا شده و حزب پان‌ایرانیست را بنیان نهادند و روزنامهٔ ندای پان‌ایرانیسم ارگان حزب پان‌ایرانیست را از روز چهارم دی‌ماه به مدیریت حسن کامبخش منتشر کردند.
مهندس کرمانی در جلسه‌ای به افراد حزب استقلال ایران بیان کرد که آنچه ما می‌خواهیم بعدها بگوییم هم‌اکنون پان‌ایرانیستها می‌گویند، بدین ترتیب سه نفر از افراد حزب به عضویت حزب پان‌ایرانیست درآمدند؛ یک نفر جذب فداییان اسلام شد و دیگران نیز یا به هیچ حزبی نپیوستند یا یار گروهای ملی شدند. مهندس رضا کرمانی در اوایل سال ۱۳۳۱ به عضویت رسمی حزب پان‌ایرانیست درآمده و در تظاهرات روز سی‌ام تیرماه ۱۳۳۱ شرکت داشتند.
بعد از بیست و هشتم مردادماه ۱۳۳۲ در جلسهٔ نیروی دانش‌آموزی و سپس نیروی دانشجویی بایندر به نیروداری سرور عباس روحبخش حاضر و برای سال‌ها شرکت منظم داشتند. مهندس کرمانی در سال ۱۳۳۴ به دانشگاه (دانشکده فنی تهران) راه یافتند. در انتشار نشریه‌های پلی‌کپی پندار و نسل جوان (چهار دوره) تا سال ۱۳۴۴ همکاری داشتند. ایشان از افراد شرکت کننده در کنگره‌های آموزشی سال ۱۳۳۵ و کنگرهٔ دوم حزب در سال ۱۳۳۹ بودند.

### دوران زندان پیش از انقلاب
مهندس کرمانی در سال‌های ۱۳۳۹ و ۱۳۴۰ دو بار همراه افراد جبهۀ ملی ایران در زندان‌های موقت شهربانی (بند عمومی) و زندان قزل قلعهٔ تهران (انفرادی) و هر کدام به مدت حدود سه ماه زندانی بودند. در هر دو بار زندان، با شادروان داریوش فروهر و یک‌بار با همهٔ رهبران و بازداشت شدگان جبههٔ ملی هم‌بند بودند.
کرمانی در کنگره‌های سوم و چهارم و نیز تدوین برنامه‌های حکومتی حزب پان‌ایرانیست که به کنگرهٔ سوم تحویل شد شرکت فعال داشت و در کنگرهٔ دوم به عضویت علی‌البدل کمیتهٔ عالی رهبری حزب انتخاب شدند.
ایشان از سال ۱۳۴۱ تا ۱۳۴۴ که روزنامهٔ خاک و خون منتشر شد به‌صورت بسیار فعال تشکیلات حزب پان‌ایرانیست را به گونه‌ای پنهانی در شهر گچساران (دوگنبدان) پی‌ریزی کرده و به تدریج در سراسر کهگیلویه و بویراحمد سازمانی پر قدرت را به‌وجود آوردند. در سال ۱۳۴۶ به‌عنوان کاندیدای حزب پان‌ایرانیست در کهگیلویه و بویراحمد معرفی و با هم یاری و همکاری پان‌ایرانیست‌ها و اهالی منطقه اکثریت قاطع آراء مردم گچساران را به خود اختصاص داده و پان‌ایرانیسم را به خانه‌های مردم و عشایر منطقه برد. در سال ۱۳۴۷ که پان‌ایرانیست‌ها در انتخابات انجمن شهر خرمشهر پیروز شدند مهندس کرمانی از سوی اعضاء انجمن شهر به سمت شهردار انتخاب و تا فروردین‌ماه ۱۳۴۹ و حادثه غم‌انگیز جدایی بحرین و درگیری حزب پان‌ایرانیست با حکومت آن‌زمان در این سمت ماندند که در این مدت کوتاه به‌عنوان شهردار نمونهٔ استان خوزستان برگزیده و نیز به‌سبب کوشش و تلاش در زمان جاری شدن سیل در شهرهای خوزستان و خرمشهر و جلوگیری از صدمه به شهر مدال آبادانی و پیشرفت دریافت نموده بودند به شرکت نفت در اهواز بازگشتند.
از همان فروردین ۱۳۴۹ که مهدی صفارپور مسئول حزب در استان خوزستان به شهر قزوین تبعید شد، کرمانی به‌عنوان مسئول شهر اهواز و سرپرست شهرهای استان خوزستان تا سال ۱۳۵۸ به کوشش ادامه داد و به این سبب مسافرت‌های بسیار حزبی به شهرهای مسجد سلیمان، شوشتر، دزفول، اندیمشک، رامهرمز، آبادان، خرمشهر، ایذه و گچساران و یاسوج و شیراز به عمل آوردند که ثمرات آن تا کنون باقی‌مانده‌است.

### فعالیت در حزب رستاخیز
در زمان ایجاد حزب رستاخیز از سوی مسئولان خوزستانی و شهر اهواز به‌عنوان مسئول موقت انتخاب شد؛ و به تلاش در شهرهای آغاجاری و بهبان و شوشتر و خرمشهر و دیگر شهرهای خوزستان پرداخت. از طرف هویدا نخست‌وزیر به سبب گزارش‌های متعدد ساواک مبنی بر نفوذ و تسلط پان‌ایرانیستها در حزب رستاخیز، دکتر منصور میرخانی- نمایندهٔ یشان- از تهران به جلسهٔ مسئولان خوزستان آمدند و بر کناری مهندس کرمانی را از مسئولیت اعلام کردند.
مهندس کرمانی در جلسه مسئولان به هویدا توسط نمایندهٔ ایشان پیام داد که وقتی در تمام ایران با انتخاباتی که خودتان انجام داده‌اید فقط سه شهر به‌دست پان‌ایرانیستها افتاده‌است (اهواز- خرمشهر- شوشتر) و شما آن را برنمی‌تابید، صراحتاً اعلام می‌نمایم که این حزب (حزب رستاخیز)، حزب نخواهد شد. در آخرین دوره انتخابات انجمن‌های شهر به‌عنوان تنها پان‌ایرانیست به عضویت انجمن شهر اهواز درآمد که همیشه به‌عنوان یک مصلح و نقاد و کوشنده معرفی می‌شد. در خرداد ۱۳۵۷ به‌عنوان اعتراض به دخالت‌های مأموران حکومتی در نتایج انتخابات و عدم پذیرش مردم، به اتفاق سه نفر دیگر در انجمن شهر اهواز استعفا و سبب انحلال انجمن شدند.

### فعالیتهای سیاسی پس از انقلاب ۵۷
کرمانی در سال ۱۳۵۸ باز نشسته و در سال ۱۳۵۹ به کرج نقل مکان کرد. از آن پس در کنار مهدی صفارپور، ابراهیم می‌رانی و دیگر پان ایرانیست‌ها مانند قدرت‌الله جعفری، مهندس امینی، دکتر افسرپور و… به حفظ و نگهداری تشکیلات حزبی و ارتباط با دوستان پان‌ایرانیست در تهران و شهرستان‌ها همت گماشت. این کوشش‌ها تا سال ۱۳۷۰ خورشیدی ادامه داشت. با بازگشت محسن پزشکپور از پاریس به همراه او در بازسازی حزب پان ایرانیست گام‌های ارزنده ای برداشت.
وی توانست با جمع‌آوری امضای عدهٔ زیادی از پان‌ایرانیست‌ها برای برگزاری کنگرهٔ هفتم حزب پس از ۲۶ سال بسیاری از مشکلات رفع نماید.
در کنگرهٔ هفتم حزب پان‌ایرانیست با حضور ۸۵ نفر با بالاترین رای به‌عضویت شورای عالی رهبری انتخاب و سپس به‌انفاق آرا به سمت دبیر مسئول حزب برگزیده شد. بسیاری از واحدهای حزبی را در تهران و شهرستان‌ها دوباره ایجاد و با انتشار نشریه ماهنامهٔ ضد استعمار (که بعدها به حاکمیت ملت تغییر نام داد) انسجام را در حزب برقرار نمود.
همچنین در دوران دبیر مسئولی خود کنگرهٔ هشتم و نهم حزب را با حضور ۲۴۰ نفر از اندامان واجد شرایط حزب برگزار نمود. کرمانی با انتشار ۱۴ جزوه افزون بر جزوه‌هایی مانند تاریخچهٔ کوتاه پان‌ایرانیسم و حزب پان‌ایرانیست- با پان‌ایرانیسم و حزب پان‌ایرانیست آشنا شویم- آهنگ‌های خون از محمدرضا عاملی تهرانی (آژیر) و…، تقریباً تمام نوشته‌ها و انتشارات گذشته از مکتب پان‌ایرانیسم تا زمان کنونی را که اکثراً نایاب و تعدای کمیاب بودند تجدید چاپ و در اختیار سروران و دوست‌داران پان‌ایرانیسم قرار داد.

### محکومیت‌های پس از انقلاب اسلامی
در سال ۱۳۷۸ به‌سبب تلاش گستردهٔ پان‌ایرانیست‌ها در هیجدهم تیرماه (حادثهٔ کوی دانشگاه) به‌همراه دو تن دیگر از اندامان شورای عالی رهبری توسط مقامات امنیتی بازداشت و پس از چند ماه زندانی در انفرادی توحید و بعد زندان اوین با وثیقه آزاد و بعد در دو دادگاه اولیه و تجدیدنظر به پنج سال حبس تعلیقی محکوم شدند.
به‌سبب تجلیل از دکتر محمدرضا عاملی تهرانی و گردآوری آنچه دربارهٔ ایشان پس از کشته‌شدنش انتشار یافته بود در سال ۱۳۸۳ مجدداً توسط مقامات امنیتی شهرستان کرج، بازداشت و پس از نزدیک به یک ماه زندانی در انفرادی زندان گوهردشت کرج با وثیقه آزاد و سپس در دادگاه انقلاب کرج به سه و نیم سال حبس تعلیقی محکوم شدند.
در سال ۱۳۸۸ با شدت گرفتن اعتراضات نسبت به روند برگزاری انتخابات ریاست جمهوری در ایران، بیش از صد نفر از نیروهای پلیس ضد شورش به محل برگزاری جلسهٔ پان ایرانیستها حمله کردند و متعاقباً منزل شخصی ایشان در کرج مورد هجوم، اموال او ضبط و خود او هم تحت بازداشت موقت قرار گرفت.
در تابستان سال ۱۳۸۹ کرمانی بار دیگر بازداشت شد و با توجه به کهولت سن و شرایط بیماری قلبی و عارضهٔ سرطان با قید وثیقه و تا صدور حکم قضایی تبلیغ علیه نظام آزاد شد اما چندهفتهٔ بعد بار دیگر توسط نیروهای اطلاعاتی به همراه چند پان ایرانیست دیگر در جادهٔ اصفهان ربوده شد.
کرمانی در بهمن ماه سال ۱۳۹۰ با حکم دادگاه انقلاب اهواز به دو سال حبس تعلیقی محکوم شد.

## اخراج از حزب پان ایرانیست
به دنبال برخی از اختلافات بین مهندس کرمانی و اعضای شورای عالی حزب وی در ۲۱ خرداد ۱۳۸۹ از حزب پان ایرانیست اخراج شد.
متن بیانیه حزب پان ایرانیست به شرح زیر بود:
به نام خداوند جان و خرد
پاینده ایران
سروران گرامی پان ایرانیست
با درود بسیار، همانگونه که آگاهید آقای سید رضا کرمانی در طی سالیان گذشته با اقدامات خودسرانه و خود محورانهٔ خویش اضافه برآنکه مرتباً در مورد رهبری سرور محسن پزشکپور (پندار) بر نهضت پان ایرانیسیم تشکیک نموده‌اند، هرگز حاضر به تبعیت از تصمیمات اکثریت شورایعالی رهبری نشده‌اند و حتی در مواردی با عضویت در سازمانها و گروهای ناشناختهٔ سیاسی که مورد اعتماد و نظر شورایعالی رهبری حزب پان ایرانیست نبوده‌اند حزب را دچار بحرانها و گرفتاری‌های بسیار کرده‌اند که از جمله محکومیت و زندان سرور حسین شهریاری عضو شورایعالی رهبری به سبب عملکرد ناصواب آقای سید رضا کرمانی بوده‌است.
از آنجا که اقدامات به ویژه یکسال و نیمهٔ اخیر ایشان مغایر با اساسنامهٔ حزبی و در جهت تضعیف بنیادهای حزبی و حرکت به سوی انشعاب بوده‌است که می‌تواند دشمنان ملت ایران و آئین پان ایرانیسم را خشنود سازد و علناً به مقامات و مسئولان حزبی که منتخب کنگره نهم حزب هستند و شخص دبیرکل محترم حزب اهانت مستقیم نموده‌اند، شورایعالی رهبری حزب پان ایرانیست با اتکا به بررسیهای همه‌جانبه و آئین‌نامه انضباطی حزب و سوگند حزبی، آقای سید رضا کرمانی را از حزب پان ایرانیست اخراج می‌نماید.
پاینده ایران
شورایعالی رهبری حزب پان ایرانیست
آدینه ۲۱/ خرداد/۱۳۸۹ تهران

## مرگ
رضا کرمانی سرانجام بعد از گذراندن یک دوره طولانی بیماری، روز سه‌شنبه دهم بهمن ۱۳۹۱ در سن ۷۸ سالگی، در بیمارستان صنعت نفت تهران درگذشت.